# Sumter County, Florida
Sumter County är ett administrativt område i delstaten Florida, USA, med 93 420 invånare. Den administrativa huvudorten (county seat) är Bushnell.

## Geografi
Enligt United States Census Bureau har countyt en total area på 1 503 km². 1 413 km² av den arean är land och 90 km² är vatten.

### Angränsande countyn
- Marion County, Florida - nord
- Lake County, Florida - öst
- Polk County, Florida - sydöst
- Pasco County, Florida - sydväst
- Citrus County, Florida - väst
- Hernando County, Florida - väst

### Orter
- Bushnell
- Center Hill
- Coleman
- Lake Panasoffkee
- The Villages
- Webster
- Wildwood